# Gheorghi Obretenov
Gheorghi Tihov Obretenov (în bulgară Георги Тихов Обретенов; n. în jurul anului 1849, Ruse, pe atunci Imperiul Otoman — d. 10 mai 1876 lângă Neikovo, astăzi în Bulgaria) a fost un revoluționar bulgar și luptător pentru libertate. Obretenow a participat la revolta eșuată Stara Zagora din 1875. Un an mai târziu a fost co-organizator și lider al Răscoalei din aprilie, care a fost, de asemenea, înăbușită sângeros. El a fost instructorul militar al insurgenților din a doua regiune revoluționară din Sliven. Înconjurat de armata turcă și de gherilă, în timpul revoltei, a comis suicidului.